# Chobułtowa
Chobułtowa (ukr. Хобултова) – wieś na Ukrainie, w obwodzie wołyńskim, w rejonie włodzimierskim. W 2024 roku liczyła 680 mieszkańców.

## Urodzeni Chobułtowej
- Franciszek Kaczkowski – pułkownik kawalerii Wojska Polskiego, uczestnik m.in. wojny rosyjsko-japońskiej i wojny polsko-bolszewickiej[2].